# Nikola Jovović
Pour les articles homonymes, voir Jovovic.
Nikola Jovović (né le 13 février 1992 à Novi Sad, en Voïvodine) est un joueur serbe de volley-ball. Il mesure 1,97 m et joue passeur. Il totalise 75 sélections en équipe de Serbie.

## Clubs
| Club                  | De        | À         |
| --------------------- | --------- | --------- |
| Vojvodina Novi Sad    | 2007-2008 | 2010-2011 |
| VfB Friedrichshafen   | 2011-2012 | 2013-2014 |
| Volley Monza          | 2014-2015 | 2016-2017 |
| Arkas Spor Izmir      | 2017-2018 | 2017-2018 |
| Ziraat Bankası Ankara | 2018-2019 | 2018-2019 |
| Oural Oufa            | 2019-2020 | 2019-2020 |
| Spacer's Toulouse     | 2020-2021 | en cours  |

## Palmarès

### En sélection nationale
- Ligue mondiale (1)
  -  : 2016.
  -  : 2015.
  -  : 2010.
- Mémorial Hubert Wagner
  -  : 2016.
- Championnat d'Europe (1)
  -  : 2019.
  -  : 2017.
- Championnat du monde U23
  -  : 2013.
- Championnat du monde U21
  -  : 2011.
- Championnat d'Europe U21
  -  : 2010.
- Championnat du monde U19 (1)
  -  : 2009.
- Championnat d'Europe U19 
  -  : 2009.

### En club
- Championnat d'Allemagne
  - Finaliste : 2013, 2014.
  - Troisième : 2012.
- Coupe d'Allemagne (2)
  - Vainqueur : 2012, 2014.
- Championnat de Serbie
  - Finaliste : 2009, 2011.
  - Troisième : 2008.
- Coupe de Serbie (1)
  - Vainqueur : 2010.
- Championnat de Turquie
  - Finaliste : 2018.

### Distinctions individuelles
- 2009 : Championnat d'Europe U19 — Meilleur passeur